# Zemský okres Wartburg
Zemský okres Wartburg (německy Wartburgkreis) je zemský okres v německé spolkové zemi Durynsko. Sídlem správy zemského okresu je město Bad Salzungen. Má přibližně 159 tisíc obyvatel. 

## Města a obce
Města:
1. Amt Creuzburg
2. Bad Liebenstein
3. Bad Salzungen
4. Eisenach
5. Geisa
6. Ruhla
7. Treffurt
8. Vacha
9. Werra-Suhl-Tal

Obce:
1. Barchfeld-Immelborn
2. Berka vor dem Hainich
3. Bischofroda
4. Buttlar
5. Dermbach
6. Empfertshausen
7. Frankenroda
8. Gerstengrund
9. Gerstungen
10. Hallungen
11. Hörselberg-Hainich
12. Kaltennordheim
13. Krauthausen
14. Krayenberggemeinde
15. Lauterbach
16. Leimbach
17. Nazza
18. Oechsen
19. Schleid
20. Seebach
21. Unterbreizbach
22. Weilar
23. Wiesenthal
24. Wutha-Farnroda